# Luis Gómez-Montejano
Luis Gómez-Montejano (Madrid, 24 de agosto de 1922 – Madrid, 5 de fevereiro de 2017) foi presidente do Real Madrid da Espanha. Após alguns meses no cargo foi substituído por Ramón Calderón.
Assumiu interinamente a presidência do Real Madrid em 26 de abril de 2006, após a renúncia de Fernando Martín Álvarez, e permaneceu no cargo até 3 de julho daquele ano, quando Ramón Calderón foi eleito presidente do clube.
Morreu em 5 de fevereiro de 2017, aos 94 anos.